# Альфа Овна b
Альфа Овна b (также Хамаль b, α Arietis b) — единственная обнаруженная экзопланета звезды Хамаль, альфы Овна.

## Открытие
С 2003 по 2010 год международная команда астрономов из KASI (Южная Корея) проводила поиск экзопланет у 55 K-гигантов с помощью 1,8-метрового телескопа Бохунянской оптической астрономической обсерватории (BOAO). Звезда α Arietis (Хамаль) стала ключевым объектом исследования из-за её яркости (видимая звёздная величина 2,01) и ранее обнаруженных краткопериодических пульсаций (0,571 дня) с амплитудой ±20 м/с.
Для измерений использовался эшелле-спектрограф BOES (Bohyunsan Observatory Echelle Spectrograph) с разрешением R=90000 и йодной ячейкой ({\displaystyle I_{2}}). Йодная ячейка, помещённая перед входным отверстием спектрографа, создавала эталонные линии поглощения, что позволяло достичь точности измерений лучевой скорости (RV) до 6–7 м/с. За восемь лет наблюдений было получено 678 спектров с экспозицией 90–180 секунд и отношением сигнал/шум (S/N) ~250 в области линий йода.
После учёные обнаружили долгопериодический сигнал с периодом 381 день и амплитудой 41 м/с, который уже нельзя было объяснить пульсацией звезды. Орбитальное решение показало, что сигнал соответствует планете с эксцентриситетом 0,25, минимальной массой {\displaystyle m\sin i=1,8M_{Jup}} и большой полуосью орбиты 1,2 а. e., что типично для планет у K-гигантов.